# Sturla Þórðarson
Sturla Þórðarson (lateinisch Sturla Thordarson; * 29. Juli 1214; † 30. Juli 1284) war ein isländischer Schriftsteller und Skalde.

## Werk
Sturla war Verfasser von Rechtstexten und Prosaliteratur in Form einiger Sagas und Sammelwerke, unter anderem der ältesten Version der Landnámabók, der Íslendinga saga und der Sturlunga saga. Als königlicher Historiker verfasste er Abhandlungen über Håkon IV. (1204–1263) und seinen Sohn Magnus (1238–1280). Zudem schrieb er Lyrik.
Im Rahmen der umfangreichen Rechtssetzung unter Magnus schrieb Sturla kurz vor 1271 eine Rechtssammlung nieder, die vor allem norwegisches Recht auf die Insel übertrug. Diese wurde 1273 nach jahrelangen Auseinandersetzungen in Gänze durch den Althing angenommen, 1281 aber durch die Jónsbók ersetzt, das stärker alte isländische Rechtstraditionen in norwegisches Recht integrierte.

## Leben
Er war ein Neffe von Snorri Sturluson. Wie sein Onkel war Sturla in die politischen Auseinandersetzungen seiner Zeit involviert. Innenpolitisch geriet er in Fehden unter den Familienclans, auch in Bezug auf die Auseinandersetzung um die zunehmende Integration Islands in das norwegische Königreich.
Nach der Annahme seiner Rechtssammlung durch den Althing agierte Sturla zunächst alleine, von 1277 mit einem weiteren Amtsträger zusammen als erster oberster Rechtsgelehrter Islands.